# Braccio di Ferro e gli spinaci
Braccio di Ferro e gli spinaci (Strong to the Finich) è un film del 1934 diretto da Dave Fleischer. È un cortometraggio d'animazione della serie Braccio di Ferro, uscito negli Stati Uniti il 29 giugno 1934.

## Trama
Alla Fattoria della Salute per Bambini di Olivia Oyl, sei bambini aspettano il pasto che Olivia sta preparando per loro, ma sono delusi nello scoprire che si tratta nuovamente di spinaci cotti. I bambini iniziano quindi a tirarsi la verdura e a tirarla in faccia a Olivia, che si dispera. Braccio di Ferro arriva con una sorpresa per i bambini, che interrompono la loro battaglia ma si mettono a piangere quando scoprono che è una cassetta di spinaci in scatola. Braccio di Ferro insegna ai bambini che gli spinaci fanno bene alla salute, dimostrandolo con vari esempi. Prima li dà a una pianta senza foglie, che cresce fino a diventare un albero con ogni tipo di frutta. Quindi li fa mangiare a una gallina, che poi depone una dozzina di uova. Infine affronta un pugile feroce, e dopo aver mangiato gli spinaci incassa un colpo dopo l'altro senza farsi male. Dopo aver assistito alla dimostrazione, un bambino vede due squallidi vitelli che mangiano erba e dà loro degli spinaci, che li trasformano in tori muscolosi e aggressivi. I bambini fuggono dai tori, mettendosi in salvo su un albero. Nel frattempo, il pugile è esausto, e Braccio di Ferro lo mette KO prima di andare a combattere contro i tori. I bovini però uniscono le loro corna e lo lanciano ripetutamente in aria, finché Braccio di Ferro non mangia altri spinaci e li sconfigge. Scesi dall'albero, i bambini mangiano i loro spinaci e diventano anche loro molto forti, sviluppando braccia simili a quelle di Braccio di Ferro e compiendo varie imprese eccezionali.

## Distribuzione

### Edizione italiana
L'unico doppiaggio italiano conosciuto fu realizzato dalla C.R.C. per la trasmissione del corto sulle reti Rai a metà anni 1990. Non essendo stata registrata una colonna internazionale, fu sostituita la musica presente durante i dialoghi.

### Edizioni home video
Il corto fu pubblicato in DVD-Video in America del Nord il 31 luglio 2007 nel primo disco della raccolta Popeye the Sailor: Volume One.